# Avspänningspolitik

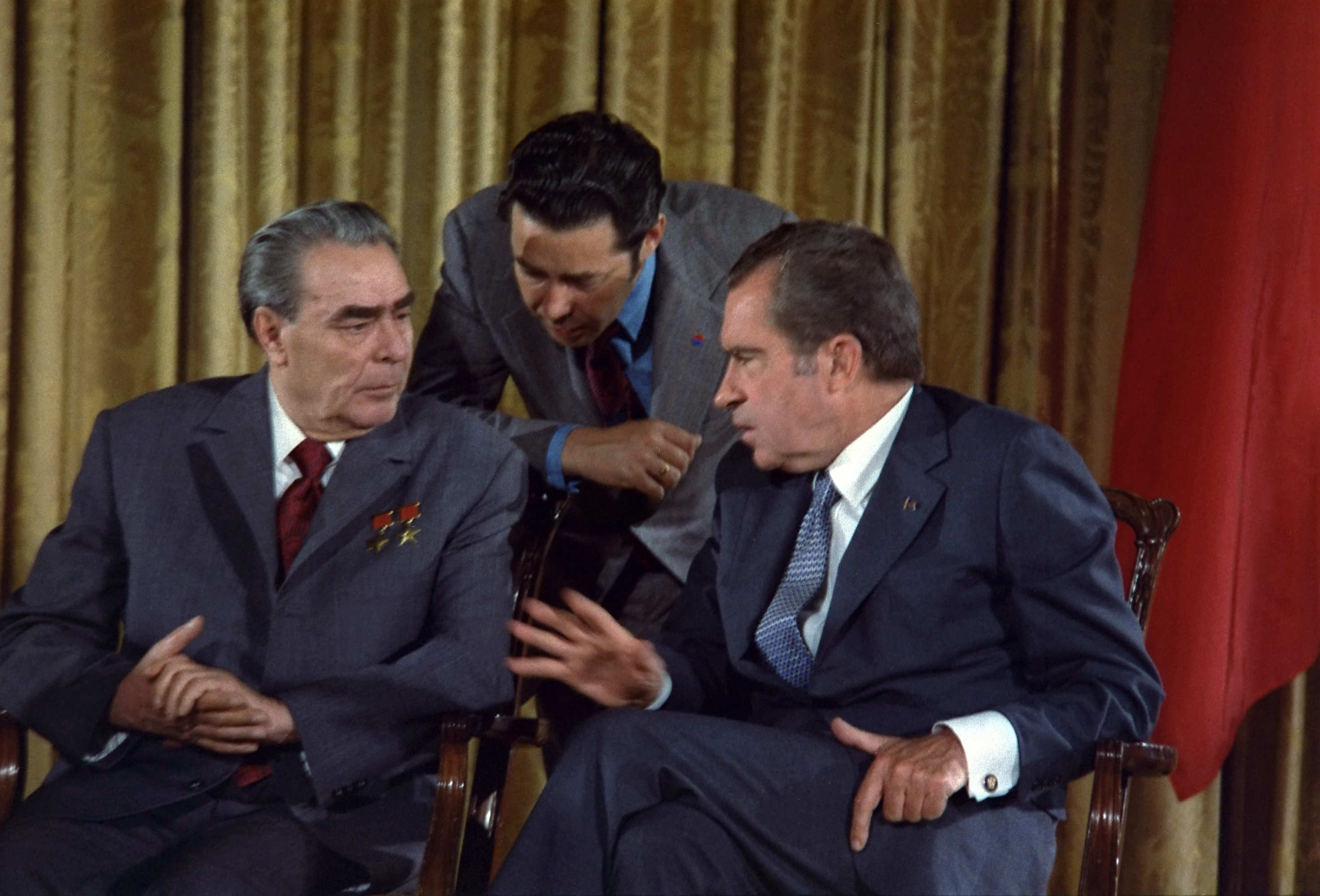
Leonid Brezjnev (till vänster) och Richard Nixon (till höger) i Washington. Juni 1973.

Avspänningspolitik, avspänningen, franska détente, även töväder, betecknar de perioder under det kalla kriget (1945-1991) när relationerna mellan Sovjetunionen och USA förbättrades. Tre sådana perioderna kan sägas ha funnits: 1953-1959, 1963-1979 och 1985-1991; ofta avses med avspänningen dock bara tiden 1963-1979.
När Josef Stalin dog i mars 1953 påbörjades en första avspänningsperiod. Hans efterträdare Nikita Chrustjov ledde avstaliniseringen vilken introducerades under tjugonde partikongressen 1956. När kommunisterna tog över makten på Kuba i januari 1959 övergick den i en upprustningstid, som kulminerade med Kubakrisen i oktober 1962. Kubakrisen innebar en chock för de båda supermakterna. Det ledde till att heta linjen upprättades 1963 och man kom överens om ett partiellt stopp för kärnvapenprov senare samma år. Under 1970-talet kom flera nedrustningsavtal, mest berömda är SALT, och toppmöten mellan USA och Sovjetunionen. Richard Nixon blev den första amerikanske presidenten att besöka Kina. Andra viktiga händelser var Västtysklands nya Ostpolitik och Helsingforskonferensen 1975 samt Apollo-Sojuz-testprojektet i juli samma år.
I slutet av 1970-talet innebar sovjetiska interventioner i Afrika (Angola, Moçambique, Somalia och Etiopien), utplaceringar av medeldistansrobotar i Europa och framförallt invasionen av Afghanistan 1979 slutet på avspänningen. 1980 bojkottade USA olympiska spelen som hölls i Moskva. Valet av Ronald Reagan till amerikansk president 1980 innebar att en ny period av upprustning började. Tiden 1979-1985 kallas ibland "andra kalla kriget".
Då Michail Gorbatjov i mars 1985 blev sovjetisk kommunistpartiordförande började en ny avspänningspolitik, som pågick kalla kriget ut.